# Munster, Tyskland
Munster är en stad i Landkreis Heidekreis i förbundslandet Niedersachsen i Tyskland.
I Munster finns Munster stridsvagnsmuseum.